# انتخابات محلی بریتانیا (۲۰۱۹)
انتخابات محلی بریتانیا (انگلیسی: United Kingdom local elections, 2019) برگزاری انتخابات محلی بریتانیا در روز پنجشنبه ۲ مه ۲۰۱۹ برگزار خواهدشد. در این انتخابات ۲۷۰شورای محلی مستقیماً ۵ شهردار کلان‌شهر انگلستان به‌علاوه ۱۱ شورای محلی ایرلند شمالی را انتخاب می‌کنند. به استثنای مناطقی که تغییرات مرزی داشته‌اند، در این انتخابات آنهایی که در انتخابات محلی سال ۲۰۱۵ شرکت داشتند می‌توانند در این رای‌گیری شرکت کنند، و همزمان است با همان زمانبندی روز انتخابات سراسری بریتانیا (۲۰۱۵).

## واجد شرایط بودن برای رای دادن
تمام کسانی که از انگستان، ایرلند، کشورهای مشترک‌المنافع و اتحادیه‌اروپا که سن آنها ۱۸ سال یا بالاتر باشد می‌توانند در روز انتخابات در محل برگزاری انتخابات شرکت کنند.

## انگلستان
در انگلستان شورای انتخابات در ۳۳ کلان‌شهر مستقل و ۱۷۹ منطقه غیر کلان‌شهر و ۴۷ دولت محلی را شامل می‌شود انجام خواهد گرفت.
با چند استثناء، تقریباً تمامی کرسی‌های انتخابات قبلی در انتخابات محلی سال ۲۰۱۵ انجام شد.